# 암거

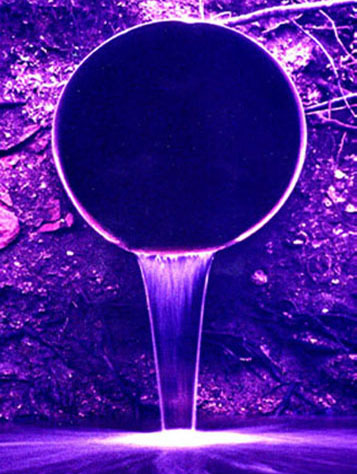

암거(暗渠, 영어: culvert)는 땅 속에 매설한 관거 또는 밀폐용 덮개가 있는 것을 말한다. 암거는 장애물을 지나 지하 수로로 물을 흐르게 하는 구조물이다. 일반적으로 토양으로 둘러싸이도록 매설된 암거는 파이프, 철근 콘크리트 또는 기타 재료로 만들어질 수 있다. 영국에서는 이 단어가 인공적으로 묻힌 더 긴 수로에도 사용될 수 있다.
암거는 길가에 있는 도랑의 배수를 완화하기 위한 교차 배수로와 자연 배수 및 하천 교차점에서 도로 아래로 물을 통과시키는 교차 배수로로 일반적으로 사용된다. 도로 밑에서 발견되면 비어 있는 경우가 많다. 암거는 차량이나 보행자가 물의 적절한 통행을 허용하면서 수로를 건너도록 설계된 다리와 같은 구조물일 수도 있다. 건식 암거는 도로 자체를 따라 소화전을 설치할 필요나 위험 없이 고속도로를 따라 소방 작업을 용이하게 하기 위해 소음 장벽 아래로 소방 호스를 연결하는 데 사용된다.
암거는 원형, 타원형, 평평한 바닥, 개방형, 배 모양, 상자형 구조 등 다양한 크기와 모양으로 제공된다. 암거 유형 및 모양 선택은 수력 성능 요구 사항, 상류 수면 고도 제한 및 도로 제방 높이를 포함한 여러 요소를 기반으로 한다.
노천수로를 복원하기 위해 암거를 제거하는 과정을 데이라이팅(daylighting)이라고 한다. 영국에서는 이러한 관행을 디컬버팅(deculverting)이라고도 한다.

## 자재
암거는 현장 타설 콘크리트 또는 프리캐스트 콘크리트(강화 또는 비강화), 아연 도금 강철, 알루미늄 또는 플라스틱(일반적으로 고밀도 폴리에틸렌)을 포함한 다양한 재료로 제작할 수 있다. 두 가지 이상의 재료를 결합하여 복합 구조를 형성할 수 있다. 예를 들어, 바닥이 개방된 골판지 강철 구조물은 콘크리트 기초 위에 건설되는 경우가 많다.

## 도면

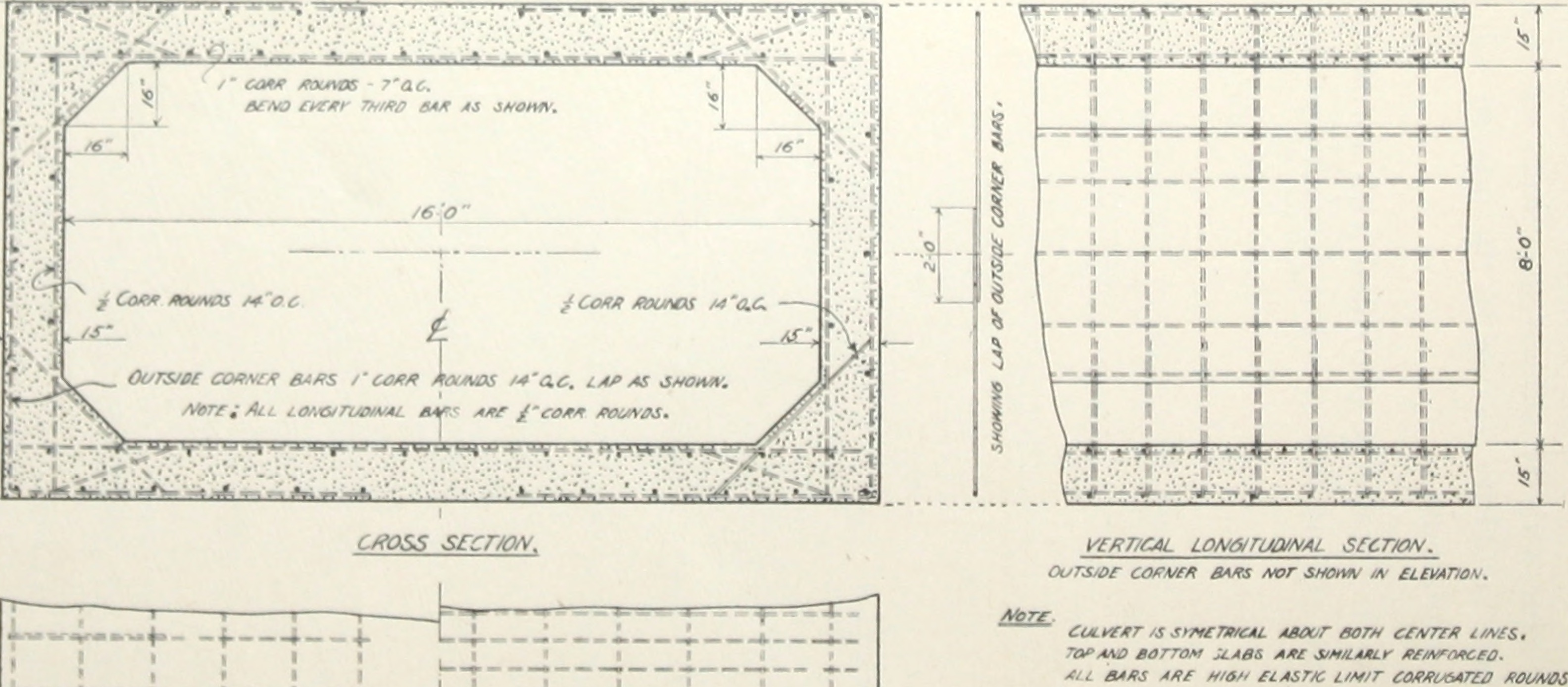
1908년에 작성된 암거 단면을 나타낸 도면

## 같이 보기
- 맨홀
- 교량
- 배수 (공학)
- 어도
- 복류수